# Matthew Rush (Schauspieler)

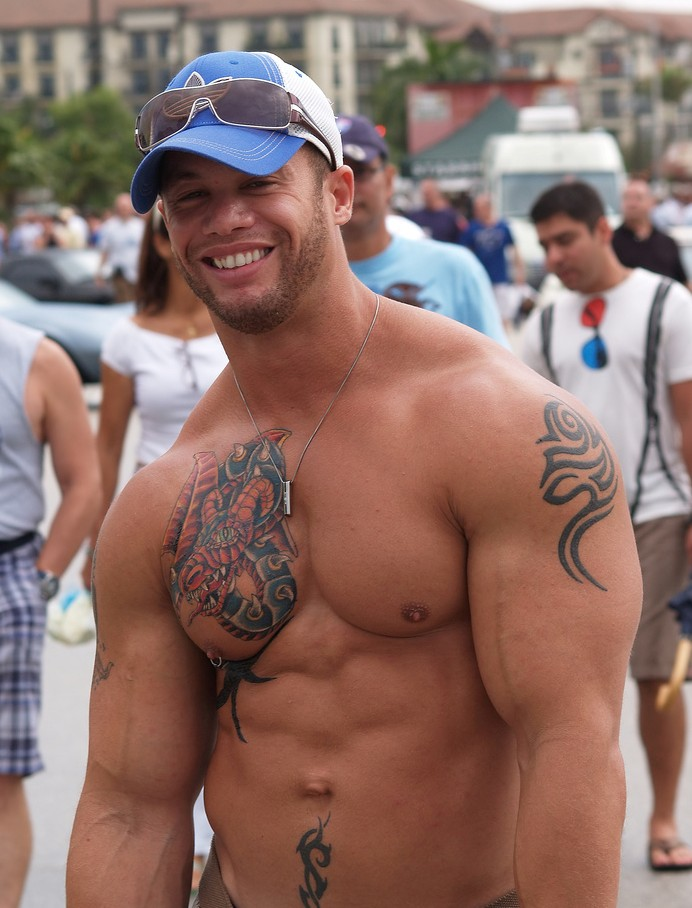
Matthew Rush, 2008

Matthew Rush (* 22. September 1972 in Huntingdon, Pennsylvania) ist ein US-amerikanischer Schauspieler und Pornodarsteller. Unter seinem bürgerlichen Namen Gregory Grove tritt er auch als Bodybuilder und Personal Trainer öffentlich in Erscheinung. Er nahm an den Gay Games in Amsterdam (1998) und Sydney (2002) teil.

## Leben
Grove wurde in Huntingdon, Huntingdon County, geboren und wuchs in Shirleysburg (Pennsylvania) auf. Nach seiner Schulzeit erreichte er an der Pennsylvania State University den Bachelor im Bereich Sportphysiologie. Nach seinem Studium war er in der Tourismusbranche auf einem Kreuzfahrtschiff als Fitnesstrainer tätig. Danach arbeitete Grove als Fitnesstrainer in Columbus, Ohio.
Als Pornodarsteller unterzeichnete er einen Exklusiv-Vertrag mit dem US-amerikanischen Pornofilmbetreiber Falcon Studios. Für Falcon war er unter anderem in den Filmen Taking Flight und The Other Side of Aspen V zu sehen. Im Jahr 2009 kündigte er den Exklusiv-Vertrag mit Falcon, um andere Projekte innerhalb der Pornoindustrie verfolgen zu können. Dazu gehörten die Arbeit mit dem Fotografen Jon Royce und im Januar 2009 ein Pornofilm für die Pantheon Productions in San Francisco.
Neben seiner Tätigkeit als Pornodarsteller trat Grove auch als Schauspieler in gewöhnlichen Film- und Fernsehproduktionen auf. Er spielte unter anderem in dem Fernsehfilm Third Man Out und der Kinoproduktion Another Gay Movie mit. Daneben war er zwischen 2002 und 2005 als Schauspieler in verschiedenen Theaterstücken wie Making Porn, Ronnie Larsens Stück 10 Naked Men und Psycho Beach Party tätig. 2002 wurde Grove mit dem GayVN Award als bester Neueinsteiger ausgezeichnet. Er leitet außerdem die Abteilung für Live-Auftritte einer Agentur für schwule Erwachsenenunterhaltung namens FabScout Live.
Grove lebt in Fort Lauderdale in Florida, wo er als Personal Trainer arbeitet.

## Videos (Auswahl)
- Bootstrap
- The Recruits
- The Other Side of Aspen V
- Bounce
- Heaven to Hell
- From Top to Bottom
- Taking Flight

## Filmografie (Auswahl)
- Third Man Out (2005)
- Another Gay Movie (2006)

## Preise und Auszeichnungen (Auswahl)
- 2002: GayVN Award als bester Neueinsteiger
- 2013: Grabby Awards, Lebenswerk[3]